# 西安地圖出版社
西安地圖出版社是位於中華人民共和國陝西省西安市的一個出版社，前身是国家测绘总局第一分局制图队，1985年8月17日成立西安地图出版社。出版社出版发行各类地图、地学、地理学和相关的自然科学、科技类图书。

## 外部連結
- 官方网站